# Erythraeus János
Erythraeus János (Roth János) (16. század – 17. század) evangélikus lelkész.

## Élete
Libetbányai származású, előbb Bélán tanított, azután mint kisszebeni lelkész jelen volt az 1618. október 3-án és 4-én ugyanott tartott zsinaton.

## Művei
- Cento Virgilianus, Nuptiis Auspicatissimis, juxtaque Illustrissimis et Celeberrimis,… Principis ac Dni Gabrielis, Dei G. Sacr. Rom. Imperij, Transylvaniaequ. Principis… Sponsi… Dnae Catharinae, Marchionissae Brandeburgicae… Humillime consecratus… Cassoviae, 1626.